# Casa Campmany (Sant Just Desvern)
La Casa Campmany és una obra de Sant Just Desvern (Baix Llobregat) protegida com a Bé Cultural d'Interès Local.

## Descripció
La casa es va construir en un espai urbà molt privilegiat, ja que l'entorn es caracteritza per cases aïllades i envoltades de jardí tenint com a eix privilegiat la Rambla. La casa Campmany és de planta rectangular amb coberta de teules àrabs a quatre aiguavessos i amb un cos sobresortint en planta baixa a manera de tribuna en una de les façanes que dona lloc a una terrassa en la planta primera. Quan es construí disposava d'una planta semisoterrada dedicada a aparcament i en tot el perímetre superior uns ulls de bou petits donaven lloc a unes golfes que, en l'actualitat, la darrera rehabilitació, ha permès situar en la coberta finestres basculants.
Es tracta d'una casa que destaca per la simplicitat en tota la concepció de les obertures que, sense seguir un eix privilegiat, se situen en funció de l'ús interior, però alhora servant una composició i agrupació molt ponderada, pròpia de l'estètica del Noucentisme i mostrant un cert pas cap al vessant del racionalisme. La majoria són obertures allindades excepte la tribuna concebuda en arcs de mig punt que generen un caràcter molt ritmat. També cal assenyalar, característic en l'arquitecte, l'ús de terracotes per delimitar la motllura de la coberta; les llindes i brancals de finestres i la barana de la tribuna. Tot el parament està arrebossat i estucat en un to vermellós que es fusiona amb el de la terracota, excepte la inclusió de marbre blanc de la porta d'accés.

## Història
La Casa Campmany va ser encarregada per César Campmany i Campmany i la seva esposa Raimunda Presas i Xirinachs a l'arquitecte Isidre Puig Boada en terrenys propietat del senyor Campmany; el projecte va ser redactat el 1932 i l'any següent es va fer l'edificació. En la construcció intervingueren tres socis: Jaume Pi, Francesc Sèculi i Vicenç Campreciós.